# Hayastani Ankaxowt'yan Gavat' 2016-2017
La Hayastani Ankaxowt'yan Gavat' 2016-2017 (in italiano Coppa dell'Indipendenza) è stata la 26ª edizione della coppa nazionale armena. Il torneo è iniziato il 21 settembre 2016 ed è terminato il 24 maggio 2017. 
Ad aggiudicarsi il trofeo è stato lo Širak, che ha vinto il torneo per la seconda volta.
Il torneo è stato disputato con la formula ad eliminazione diretta con partite di andata e ritorno. Hanno partecipano alla competizione le otto squadre della Bardsragujn chumb 2016-2017.

## Quarti di finale
| Squadra 1                      | Totale      | Squadra 2  | Andata | Ritorno |
| ------------------------------ | ----------- | ---------- | ------ | ------- |
| 21 settembre / 18 ottobre 2016 |             |            |        |         |
| Ararat                         | 2 - 2 (gfc) | Banants    | 1 – 2  | 1 – 0   |
| 21 settembre / 19 ottobre 2016 |             |            |        |         |
| Alaškert                       | 1 – 3       | P'yownik   | 1 – 2  | 0 – 1   |
| 22 settembre / 19 ottobre 2016 |             |            |        |         |
| Kotayk'                        | 0 – 3       | Širak      | 0 – 0  | 0 – 3   |
| 9 ottobre / 18 ottobre 2016    |             |            |        |         |
| Ganjasar                       | 6 – 0       | Erebuni SC | 3 – 0  | 3 – 0   |

## Semifinali
| Squadra 1                  | Totale | Squadra 2 | Andata | Ritorno |
| -------------------------- | ------ | --------- | ------ | ------- |
| 11 aprile / 25 aprile 2017 |        |           |        |         |
| P'yownik                   | 3 – 1  | Banants   | 2 – 1  | 1 – 0   |
| 12 aprile / 26 aprile 2017 |        |           |        |         |
| Ganjasar                   | 1 – 2  | Širak     | 0 – 1  | 1 – 1   |

## Finale
| Arbitro: | Hovhannisyan |

|                                   |           |  |
| Nwabueze 6’, 38’ Bichakhchyan 28’ | Marcatori |  |